# Рожанковский, Теодор Лонгинович
Теодор Лонгинович Рожанковский (укр. Теодо́р Лонгинович Рожанко́вський; 14 февраля 1875, Сокаль, Королевство Галиции и Лодомерии, Австро-Венгрия — 12 апреля 1970, Уихокен, Нью-Джерси, США) — украинский политический и военный деятель, судья, юрист, дипломат, доктор права, первый командант (командир) Легиона украинских сечевых стрельцов.

## Биография
Сын общественного деятеля. Окончил юридический факультет Львовского университета. До 1914 г. работал судьей в городе Турка, участвовал в общественной жизни. С 1913 года — член Га́лицкого краево́го сейма от Украинской национально-демократической партии.

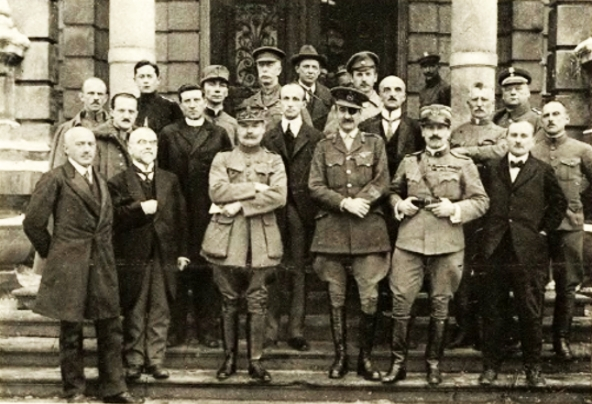
Члены делегаций на переговорах про прекращение военных действий. Львов, дворец Потоцких, 26.02.1919 г. Первый ряд (слева направо): В. Тенницкий, В. Охримович, глава французской миссии генерал Жозеф Бартелеми, руководитель британской миссии генерал-майор Адриан Картон де Виар, итальянский майор Джузепе Стабиле, Ст. Витвицкий; второй ряд: Альфонс Эрле, отец Франц Ксаверий Бонн, Роберт Говард Лорд (США), Осип Бурачинский, Константин Слюсарчук, Теодор Рожанковский

Был одним из основателей Легиона украинских сечевых стрельцов, членом боевой Управы и первым командантом Легиона украинских сечевых стрельцов (с августа 1914). Выступал против отправки неподготовленных сечевых стрельцов против атакующих российских войск, за что был отстранён от должности командира легиона.
С октября 1914 по ноябрь 1918 года служил комендантом и заместителем коменданта УСС «Кош». В 1918—1919 годах — атаман Украинской Галицкой армии (УГА) и командующий Станиславовским военным округом (Ныне Ивано-Франковская область. 18 октября 1918 года был избран депутатом Украинского национального совета Западноукраинской Народной Республики (ЗУНР).
В 1919 году — член украинской делегации на переговорах про прекращение военных действий с Польшей. В 1919—1920 годах — военный атташе миссии Украинской Народной Республики в Праге.
В Польской республике работал адвокатом во Львове. В 1940-х годах переехал в США, где и умер.
Похоронен на украинском православном кладбище в городке Саут-Баунд-Брук в штате Нью-Джерси, который называют украинским пантеоном.